# The Brock/Calvert Project
The Brock/Calvert Project is een muziekalbum van Robert Calvert en Hawkwind.
In 1979 verliet Robert Calvert Hawklords, de toenmalige versie van Hawkwind. Hij was uit balans en had geen zin meer de band aan te voeren. Hij startte een solocarrière, die een goede herstart kreeg met derde album Hype, maar uiteindelijk in schoonheid stierf. In 1986 sprak Calvert een aantal gedichten van hemzelf in op muziekcassette, maar die zouden niet tijdens zijn leven uitgegeven worden. Calvert overleed in 1988. Dave Brock leider van Hawkwind had ze in beheer, maar gaf ze uiteindelijk aan de vrouw van Robert Calvert, Jill Calvert. Die wist niet wat ze ermee aan moest en gaf ze aan het platenlabel Voiceprint Records en diens manager Rob Ayling. Ayling vroeg daarop Brock de gedichten te voorzien van achtergrondmuziek. Brock schakelde de 2006-versie van Hawkwind in en zo kwam het album The Brock/Calvert Project tot stand, gezien de geleverde input was het beter geweest het album de titel The Calvert/Brock Project te noemen, want niet alle ingesproken tekst kreeg muziek mee. Zo is de monoloog The cupboard niet ingespeeld; Calvert vraagt zich af hoe hij in een afgesloten kast terecht is gekomen. Hij probeert de gebeurtenissen terug te herleiden maar stuit op zijn drank- en drugsgebruik/misbruik ("I don’t drink, not much anyway").
De muziek is de muziek van Hawkwind 21e eeuw en lijkt nauwelijks op de muziek die Brock en Calvert maakten toen ze beiden uitmaakten van Hawkwind (album 25 years on en PXR5). De teksten vertonen wel overeenkomst, Calvert was ook ten tijde van 25 year on maatschappijkritisch.

## Musici
- Robert Calvert – gesproken/gezongen teksten
- Dave Brock - gitaar
- Trixie Smith – zang
- Jason Stuart – toetsinstrumenten
- Alan Harvey – basgitaar
- Richard Chadwick – slagwerk

## Muziek
Teksten van Calvert, muziek van Brock, behalve track 9 en 11 muziek van Brock/Stuart

| Nr. | Titel                                      | Duur |
| --- | ------------------------------------------ | ---- |
| 1.  | First landing on Medusa                    |      |
| 2.  | The siren                                  |      |
| 3.  | Ode to a timeflower                        |      |
| 4.  | Small boy (the swing)                      |      |
| 5.  | Centigrade 232                             |      |
| 6.  | Dance steps                                |      |
| 7.  | The naked and transparent man gives thanks |      |
| 8.  | The cupboard                               |      |
| 9.  | Long time ago                              |      |
| 10. | Letter of complaint to the council         |      |
| 11. | Locked in                                  |      |
| 12. | Some sketches of a hand                    |      |

De opgenomen tracks vormen een deel van een album dat geheel gewijd is aan Robert Calvert genaamd Centrigrade 232 (232 Celsius). Calvert was ook sciencefictionliefhebber en heeft de titel waarschijnlijk “gestolen” van Ray Bradburys Fahrenheit 451 (451 F=232C). Centigrade 232 was een keer eerder verwerkt in een ander lied. Spirits Burning, een band die de muziek en muzikanten van Hawkwind lijkt te hergebruiken, nam het op in het lied Drive-by poetry op hun tweede album Reflections in a radio shower.